# Beast Incarnate
Beast Incarnate är det maltesiska brutal death metal-bandet Beheadeds femte studioalbum, utgivet i januari 2017 på Unique Leader Records. Albumet gavs även ut på vinyl.
Det är bandets första album med de nya medlemmarna Simone Brigo och Davide Billia (båda italienare) på gitarr respektive trummor. Den senare producerade även skivan.
Beast Incarnate innehåller Beheadeds första låt med text delvis på maltesiska: "Fid-dlam ta' Dejjem".
En textvideo släpptes till titelspåret.

## Låtlista
1. "Beast Incarnate" – 4:25
2. "The Horror Breathes" – 4:01
3. "Crossing the House of Knives" – 3:30
4. "Reign of the Headless King" – 4:37
5. "The Black Death" – 8:03
6. "Cursed Mediterranean" – 3:58
7. "Fid-dlam ta' Dejjem" – 4:38
8. "Punishment of the Grave" – 6:53

## Medverkande
Musiker
- Frank Calleja – sång
- Omar Grech – gitarr
- Simone Brigo – gitarr
- David Cachia – basgitarr
- Davide Billia – trummor

Produktion
- Davide Billia – producent, inspelningstekniker, layout
- Ronnie Björnström – mixning, mastering
- Frank Calleja – låttexter
- Jose Gabriel Alegria Sabogal – albumkonst